# ۱۲۳۲ (قمری)
۱۲۳۲ (قمری)، هزار و دویست و سی و دومین سال در گاهشماری هجری قمری است. اول محرم این سال برابر با بیست و یکم نوامبر سال ۱۸۱۶ میلادی است.

## وابسته
- مرتضی انصاری